# Pseudosmodingium pterocarpum
Pseudosmodingium pterocarpum là một loài thực vật có hoa trong họ Đào lộn hột. Loài này được (Sessé & Moc. ex DC.) E.A. Barkley & F.A. Barkley miêu tả khoa học đầu tiên năm 1937.